# Grand Prix de triathlon 1996
Navigation
Grand Prix de triathlon 1995 Grand Prix de triathlon 1997
Le Grand Prix de triathlon 1996 est composée de cinq courses organisées par la Fédération française de triathlon (FFTRI). Chaque course est disputée au format sprint soit 750 m de natation, 20 km de cyclisme et 5 km de course à pied. 

## Calendrier
| Étapes   | Date | Villes   |
| -------- | ---- | -------- |
| 1° étape |      |          |
| 2° étape |      |          |
| 3° étape |      |          |
| 4° étape |      |          |
| 5° étape |      | La Baule |

## Clubs engagés

### Hommes
- E.C. Sartrouville Triathlon
- Racing Club de France
- Poissy Tri Duathon Club
- Triathl'Aix
- TC Boulogne-Billancourt
- TGV Saint-Quentin
- Tricastin TC (Team Assytem tricastin)
- ESM Gonfreville l’Orcher

### Femmes
- TC Boulogne-Billancourt
- Tricastin TC
- ESM Gonfreville l’Orcher
- Echirolles Triathlon
- TGV Saint-Quentin

## Classement général final
| Position | Hommes                   | Hommes | Femmes                   | Femmes |
| Position | Équipes                  | Points | Équipes                  | Points |
| -------- | ------------------------ | ------ | ------------------------ | ------ |
|          | Poissy triathlon         |        | TC Boulogne-Billancourt  |        |
|          | TGV Saint-Quentin        |        | Tricastin TC             |        |
|          | Triathl'Aix              |        | ESM Gonfreville l’Orcher |        |
| 4e       | Tricastin TC             |        | Echirolles Triathlon     |        |
| 5e       | ESM Gonfreville l’Orcher |        | TGV Saint-Quentin        |        |
| 6e       |                          |        |                          |        |
| 7e       |                          |        |                          |        |
| 8e       |                          |        |                          |        |
| 9e       |                          |        |                          |        |
| 10e      |                          |        |                          |        |
| 11e      |                          |        |                          |        |
| 12e      |                          |        |                          |        |
| 13e      |                          |        |                          |        |
| 14e      |                          |        |                          |        |
| 15e      |                          |        |                          |        |
| 16e      |                          |        |                          |        |